# NSB El 10 sorozat
Az NSB El 10 sorozat egy norvég C tengelyelrendezésű, 15 kV, 16,7 Hz AC áramrendszerű villamos tolatómozdony sorozat. Az NSB üzemeltette. Összesen 17 db készült belőle a Thune és az ASEA gyáraiban 1931 és 1952 között. 1998-ban selejtezték a sorozatot.